# HipChat
HipChat era un servicio web para chat en línea privado interno y mensajería instantánea . Además del chat individual y de grupo/tema, también cuenta conalmacenamiento de archivos basado en la nube, videollamadas, historial de mensajes de búsqueda y visualización de imágenes en línea. El software estaba disponible para descargar en computadoras con Windows, Mac o Linux, así como en teléfonos inteligentes y tabletas con Android e iOS . HipChat ha utilizado un modelo freemium desde 2014, ya que la mayor parte del servicio es gratuito, pero algunas funciones adicionales requieren que las organizaciones paguen mensualmente. HipChat se lanzó en 2010 y fue adquirido por Atlassian en 2012. En septiembre de 2017, Atlassian reemplazó HipChat basado en la nube con una nueva oferta en la nube llamada Stride.
Atlassian anunciaron una unión junto a Slack (julio del 2018). Slack adquiriría el código base y los activos de IP relacionados de HipChat y Stride de Atlassian . Desde entonces, los clientes de HipChat y Stride han migraron a la plataforma de colaboración grupal de Slack en una transición que se completó en febrero de 2019.

## Historia
HipChat fue fundado por  4 personas quienes fueron; Chris Rivers, Garret Heaton y Pete Curley, estudiaron juntos en el Instituto Politécnico Rensselaer (RPI) y también crearon HipCal y Plaxo Pulse. Para el 13 de diciembre del 2009 lanzaron la primera versión beta de HipChat.
El 25 de enero de 2010 HipChat se puso a disposición del público.
Para el 22 de marzo de 2010, HipChat lanzó una versión beta del chat web, que permite a los usuarios chatear a través de un navegador fuera de los clientes existentes de Windows, Mac y Linux. En 16 de abril de 2010 el cliente web HipChat finalizó la prueba beta y se agregó soporte de chat SMS. El 12 de mayo de 2010, HipChat presentó su API oficial. HipChat está hecho principalmente en los lenguajes de código; PHP y Python utilizando el marco de software Twisted, pero utiliza otros servicios de terceros.
El equipo se mudó a una oficina en Sunnyvale, California el día 19 de julio del 2010. En agosto del mismo año, el cofundador Pete Curley comunicó que HipChat había asegurado $100,000. Esta financiación inicial permitió comenzar a hacer publicidad y cubrir los costos operativos de la empresa.
HipChat lanzó una versión para iOS el 4 de marzo de 2011 y para el 2 de junio de 2011 la versión para Android.
Atlassian, que había estado usando el servicio internamente, en 2012 anunció que había adquirido.
Para el 24 de abril del 2017 HipChat había experimentado un incidente de piratería, en el que se accedió a la información, los mensajes y el contenido del usuario.
Atlassian anunció el día 11 de mayo de 2017 HipChat Data Center, una herramienta de chat empresarial autohospedada.
El 7 de septiembre de 2017, Atlassian descontinuó HipChat basado en la nube y lo reemplazó con el sucesor de HipChat, Stride, brindó funciones adicionales para mejorar la eficiencia de la colaboración. Los centros de datos de HipChat alojados por el cliente siguen siendo compatibles.

### Integración con Slack
Atlassian anunció en julio del 2018 que HipChat y Stride se suspenderían el 15 de febrero de 2019 y llegaron a un acuerdo para vender su propiedad intelectual a Slack . Slack pagará una cantidad no revelada durante tres años para hacerse cargo de la base de usuarios del servicio, y Atlassian realizará una inversión minoritaria en Slack. Las empresas también anunciaron su trabajo para integrar Slack con los servicios de Atlassian.

## Características
Las funciones clave de HipChat eran las salas de chat, la mensajería individual, el historial de chat que permite realizar búsquedas, el uso compartido de imágenes, 5 GB de almacenamiento de archivos y la mensajería SMS para conversaciones individuales. La versión premium agrega videollamadas,pantalla compartida, almacenamiento ilimitado de archivos, controles de retención de historial, mientras que la versión de máquina virtual permitía que HipChat se ejecute dentro del firewall corporativo. El modo de acceso de invitados permitía a los usuarios fuera de la organización unirse a chats grupales a través de una URL compartible. También estaban disponibles la reproducción de GIF en línea y los emoticonos personalizados. El producto estaba disponible como cliente móvil, cliente web y aplicación nativa descargable.
La oferta de comunicación de equipo autohospedada de Atlassian fue HipChat Data Center.
Además de la  incorporación de otros productos de Atlassian, HipChat se formó servicios como lo es GitHub, MailChimp y Heroku. Para permitir que se agreguen más integraciones, HipChat mostró una interfaz de REST con varias implementaciones específicas del idioma.
Los administradores podían tener acceso a los historiales de chat 1 por 1 si las políticas de la empresa hacia al cliente permitían ver las comunicaciones de los empleados.